# Tràgul de Balabac
El tràgul de Balabac (Tragulus nigricans) és un petit remugant nocturn, endèmic de Balabac i illes properes més petites, al sud-oest de Palawan (Filipines). Sovint se l'ha considerat una subespècie del tràgul d'Indonèsia gros (T. napu). Al folklore de les Filipines sovint se'l presenta com a entabanador.